# ویبکه جانسون
ویبکه جانسون (انگلیسی: Vibeke Johnsen؛ زادهٔ ۱۶ اکتبر ۱۹۶۸) بازیکن هندبال اهل نروژ است.